# Bibliographie sur la sérendipité
Pour un article plus général, voir sérendipité.
Ouvrages et articles traitant de la sérendipité (231 ouvrages et articles).

## Bibliographie générale
- Aaseng Nathan; 1989, (en), The Problem Solvers: People Who Turned Problems into Products. Minneapolis, MN: Lerner
- [anonyme], 1963, (en), Serendipity in research, SCIENCE MAG, 14 June 1963, Volume 140, no 3572
- [anonyme], 1997, (en) "The Meanings of ‘Serendip’." Forum. Back to Serendip, 1997. Online. America Online. 13 May 1997
- ARMENO Christoforo, 1557, (it), Peregrinagio di tre giovani, figliuoli del re di Serendippo. Venice : Michele Tramezzino
- AUSTIN James H., 1978, (en), Chase, Chance, and Creativity. The Lucky Art of Novelty. New York: Columbia University Press
- BAGGOT Jim, 1990, (en), Serendipity and scientific progress, New Scientist. 1706 (1990) 67-68
- CAMPANARIO Juan Miguel, 1996, (en), Using citation classics to study the incidence of serendipity in scientific discovery’, Scientometrics, 37(1): 3-24
- CANNON Bradford Walter, 1961, (en), Gains from serendipity, IN The way of an investigator, Hafner, NY
- CATELLIN Sylvie, 2012, (fr), « Sérendipité et réflexivité », paru dans Alliage, no 70 - Juillet 2012, mis en ligne le 26 septembre 2012.
- CATELLIN Sylvie, 2014, (fr), Sérendipité. Du conte au concept, préface de Laurent Loty, 2014, Ed.: Seuil, Coll.: Science ouverte,  (ISBN 2021136825).
- CHRISTMAN John F., HANNAN P.J. et ROY Rustman, 1988, (en), Prince Serendip at Work, Chemtech 18:8-21(January)
- CONWAY MORRIS Simon, 1999, (en), Life Has Yet More Designs on Us : Evolution's Tale Of Serendipity, International Herald Tribune, Friday, December 3
- DIAS de FIGUEIREDO A. et CAMPOS José, 2001, (en), The Serendipity Equations, In Proceedings of the Workshop Program at the Fourth International Conference on Case-Based Reasoning, ICCBR 2001, Technical Note AIC-01-003. Washington, DC: Naval Research Laboratory, Navy Center for Applied Research in Artificial Intelligence.
- EVANS William N., 1963, Serendipity, Psychoanalytic Quarterly, 32:165-180
- GOODALL Jane R., 2005, (en), Thereby hangs a tale, Australian Review of Public Affairs; 3 octobre
- GOODMAN Léo A., 1961, (en), Notes on the etymology of serendipity and some related philological observations. Modern Language Notes, may, 76, no 5, 454-457.
- GOODMAN Léo A., 1960, Discussion on Mr. Beale's paper, Journal of the Royal Statistical Society, Series B (Methodological), Vol. 22 (1960), p. 83
- GOODMAN Léo A., 2007, "Statistical magic and/or statistical serendipity: An age of progress in the analysis of categorical Data", Annual Review of Sociology, Vol. 33
- HALACY Daniel S., 1967, (en), Science and Serendipity :great discoveries by accident. Philadelphia: Macrae Smith Co. L'auteur décrit 11 expériences qui mènent à des découvertes accidentelles mais cependant bénéfiques
- JACQUES Jean, 1983, (fr), “Qu’est-ce que la sérendipité ?”, Documents pour l’histoire du vocabulaire scientifique, GRECO Histoire du vocabulaire scientifique, n°!4, 1983, CNRS – Institut National de la Langue Française, p. 97-105.
- JACQUES Jean, 1990, (fr), L’Imprévu ou la science des objets trouvés, Odile Jacob
- de MAILLY Louis, 1719, (fr), Les Aventures des trois princes de Serendip. Nouvelle édition des contes commentée par D. Goy-Blanquet, M-A. Paveau, A. Volpilhac. "Voyage en sérendipité", éd. Thierry Marchaisse, 2011.

## BibliographieChimie
- [Anonyme], 1950, (en), Serendipity, CHEMISTRY & INDUSTRY (33):618-618
- CLEMENTS Linda L., (en), By accidents ? : When Composites Technology Followed the Serendipitous Path to Discovery

## Bibliographieéconomie
- ALCHIAN Armen, 1950, (en), Incertitude, évolution et théorie économique ("Uncertainty, Evolution and Economic Theory"), Journal of Political Economy, 58 (1950): 211-221.

## BibliographieManagement
- ARIO Bruce D., 2002, (en), “Creating Creativity”, Supervision 63, p. 16–18
- BAKER T, MINER AS, EESLEY DT., 2003, (en), Improvising firms: Bricolage, account giving and improvisational competencies in the founding process. Research Policy; 32: 255-276
- BARNEY Jay B., 1986, (en), Strategic factor markets: Expectations, luck, and business strategy. Management Science; 32: 1231-1241
- COHEN W. M. et LEVINTHAL D. A., 1994, (en), Fortune favors the prepared firm, Management Science, Vol. 40, p. 227–251
- DENRELL J, FANG C, WINTER Sidney G., 2003, (en), The economics of strategic opportunity. Strategic Management Journal; 24: 977-990
- DIAZ de CHUMACEIRO Cora L., 1997, (en), Serendipity and Its Analogues in Runco's Problem Finding, Problem Solving, and Creativity, Creativity Research Journal, Vol. 10, No. 1: pages 87-89
- DIAZ de CHUMACEIRO Cora L., 1999, (en), Sortes Walpolianae: Discoveries “almost” like serendipity. Creativity Research Journal, 12, 339-341
- EAGLE Nathan, 2004, (en), Can serendipity be planned? MIT Sloan Management Review; Fall: 10-14
- GRAEBNER Mélissa E., 2004, (en), Momentum and serendipity: How acquired leaders create value in the integration of technology firms. Strategic Management Journal; 25: 751-777
- SVENSSON Göran; WOOD Greg, (en), The serendipity of leadership effectiveness in management and business practices, Management Decision, Volume 43, Number 7, 2005, p. 1001-1009(9)

## BibliographieSciences physiques
- ALTSULER E, RAMOS O., MARTINEZ E., BATISTA-LEYVA A.J., RIVERA A. et BASSLER K. E., 1997, (es), serendipity, Physical Review Letters 91: 014501 (2003)
- BADASH L., 1965, (en), Chance favors the prepared mind: Henri Becquerel and the discovery of radioactivity. Archives of the International History Society, 18, 22-26
- Baggott Jim, 1994, (en), "Perfect Symmetry, The Accidental Discovery of a New Form of Carbon", (Oxford U. Press)

## BibliographiePsychiatrie
- [Anonyme], 1966, (en), serendipity and 3 Princes, Psychiatric Quarterly, 40(1):161-&
- [Anonyme], 1966, (en), Serendipity and 3 Princes, Scientific American, 214(1):126-&

## BibliographieÉpistémologie
- BARBER Elinor & MERTON Robert K., (en) The Travels and Adventures of Serendipity: A Study in Sociological Semantics and the Sociology of Science, Princeton University Press, 2003
- Campos, J. and Figueiredo, A. D. , "Method and System for Supporting Symbolic Serendipity", United States Patent Application: 20050120015, June 2005
- Campos José and Figueiredo, A. D. , "A Divergent Engine for Serendipity Induction", in Readings in Chance Discovery, International Series on Advanced Intelligence, Akinori Abe and Yukio Ohsawa,  (ISBN 0-9751004-8-3), March 2005
- Campos, J. and Figueiredo, A. D. , "Programming for Serendipity", in Proc. of the 2002 AAAI Fall Symposium on Chance Discovery: the Discovery and Management of Chance Events, North Falmouth, Massachusetts, USA., p. 48-60, November 2002
- Campos, J. , "Serendipidade e Sistemas de Informação", M.Sc. thesis, Universidade de Coimbra, Coimbra, Portugal, January 2002
- Campos, J. and Figueiredo, A. D. , "Searching the Unsearchable: Inducing Serendipitous Insights", in Proc. of the Workshop Program at the Fourth International Conference on Case-Based Reasoning, ICCBR 2001, Technical Note AIC-01-003. Washington, DC: Naval Research Laboratory, Navy Center for Applied Research in Artificial Intelligence., July 2001
- Campos José and Figueiredo, A. D., The Serendipity Equations, in Proc. of the Workshop Program at the Fourth International Conference on Case-Based Reasoning, ICCBR 2001, Technical Note AIC-01-003. Washington, DC: Naval Research Laboratory, Navy Center for Applied Research in Artificial Intelligence., July 2001
- CATELLIN Sylvie, 2014, (fr), Sérendipité. Du conte au concept, préface de Laurent Loty, Ed.: Seuil, Coll.: Science ouverte,  (ISBN 2021136825).
- CHAZEL Francois, 2006, (fr), Merton et la serendipity : à propos d'une publication récente, Revue d'histoire des sciences humaines, no 14, p. 209-217
- FRIEDEL Robert, “Serendipity Is No Accident”, The Kenyon Review 23 (2001): 36–47
- GLASHOW Sheldon Lee, 2002, (en) Immanuel Kant versus the Princes of Serendip: Does Science Evolve through Blind Chance or Intelligent Design?, Contribs Sci 2:252-255 Barcelona: Institut d’Estudis
- Kantorovich, A. & Ne'eman, Y., 1989, (en), “Serendipity as a Source of Evolutionary Progress in Science”, Studies in History and Philosophy of Science 20: 505–529
- McCLELLAN III JAMES E., 2005, « Accident, Luck, and Serendipity in Historical Research »(Archive.org • Wikiwix • Archive.is • Google • Que faire ?) (consulté le 1er mai 2013), PROCEEDINGS OF THE AMERICAN PHILOSOPHICAL SOCIETY VOL. 149, NO. 1, MARCH 2005

## Bibliographiemédecine

### Générale
- BEZERRA Do VALE Nilton, DELFINO José et BEZERRA Do VALE Lúcio Flávio, 2005, (en), Serendipity in medicine and anesthesiology, (pt), A serendipidade en la medicina y en la anestesiologia, Revista Brasileira de Anestesiologia, vol.55 no.2, Campinas Mar./Apr
- DIAZ de CHUMACEIRO Cora L., 1997, (en), Serendipity Citations in the Biomedical Sciences, Creativity Research Journal, Vol. 10, No. 1: pages 91-93
- GOLIN M, 1957, (en), Serendipity - Big word in medical progress - Does pure luck deserve all the credit, Jama-Journal of the American Medical Association, 165(16):2084-2087
- SALEMME F.R., SPURLINO J., & BONE R., 1997, (en), Serendipity meets precision: The integration of structure-based drug design and combinatorial chemistry for efficient drug discovery. Structure, 5(3), 319-324
- EVANS W, 1980, (en), CHANCE, COINCIDENCE, SERENDIPITY, BRITISH MEDICAL JOURNAL 280(6215):705-705

### Biologie moléculaire
- Toennies J. Peter, 2004, (en), SERENDIPITOUS MEANDERINGS AND ADVENTURES WITH MOLECULAR BEAMS, Annu. Rev. Phys. Chem., Vol. 55: 1-33, June

### Médecine vétérinaire
- ARQUETTE M., CASEY AC et QUIMBY FW, 2005, (en), From dogs to frogs: How pets, laboratory animals, and wildlife aided in elucidating harmful effects arising from a hazardous dumpsite. ILAR J 46:364-369
- BARBER B; FOX RC, 1958, (en), THE CASE OF THE FLOPPY-EARED RABBITS - AN INSTANCE OF SERENDIPITY GAINED AND SERENDIPITY LOST,

AMERICAN JOURNAL OF SOCIOLOGY 64(2):128-136 
- CAMPBELL William C., 2005, (en), Serendipity in Research Involving Laboratory Animals, ILAR J, 46
- DAVISSON MT., 2005, (en), Discovery genetics: Serendipity in basic research, ILAR J 46:338-345

### Pharmacologie
- BAN Thomas A., 2006, The role of serendipity in drug discovery, Dialogues in Clinical Neuroscience - Vol 8. No. 3
- CAMPBELL William C., 2005, (en), Serendipity and new drugs for infectious disease, ILAR J 46:352-356
- CHRISTMAN John F., HANNAN P.J. et ROY Rustman, 1988, (en), Chance and Drug Discovery, Chemtech, 18:80-83 (February)
- CROZATIER M; KONGSUWAN K; FERRER P; MERRIAM JR; LENGYEL JA; VINCENT A, 1992, (en), Single AMINO-ACID EXCHANGES IN SEPARATE DOMAINS OF THE DROSOPHILA SERENDIPITY DELTA ZINC FINGER PROTEIN CAUSE EMBRYONIC AND SEX BIASED LETHALITY, GENETICS 131(4):905-916
- de STEVENS G., 1986, Serendipity and structured research in drug discovery. Prog Drug Res 30:189-203.
- KUBINYI Hugo, 1999, CHANCE FAVORS THE PREPARED MIND – FROM SERENDIPITY TO RATIONAL DRUG DESIGN, Journal of Receptor and Signal Transduction Research 19 (1-4):15-39
- MURPHY Wendy B., 1994, (en), Science & Serendipity: A Half Century of Innovation at Syntex. (White Plains, NY: Benjamin Co.,

### Oncologie
- COLLINS MM; Ransohoff DF; Barry MJ, 1997, (en), Early detection of prostate cancer - Serendipity strikes again, JAMA-JOURNAL OF THE AMERICAN MEDICAL ASSOCIATION 278(18):1516-1519
- DUFFIN Jacalyn, 2000, (en),  « Poisoning the spindle: serendipity and discovery of the anti-tumor properties of the Vinca alkaloids »(Archive.org • Wikiwix • Archive.is • Google • Que faire ?) (consulté le 1er mai 2013), Can Bull Med Hist. Nov;17(1-2):155-92
- MARKMAN M. & PEEREBOOM D.M., 1997, (en), From serendipity to design: The evolution of drug development in oncology. Cleveland Clin. J. Med., 64, 155-163
- VIS A.N.; KRANSE R., ROOBOL M., VAN DER KWAST Th., SCHROEDER F., 2002, (en), Serendipity in detecting disease in low prostate-specific antigen ranges, BJU International, Volume 89, Number 4, March, p. 384-389(6)

### Chirurgie
- COMPERE EL, 1957, (en), RESEARCH, SERENDIPITY, AND ORTHOPEDIC SURGERY, JAMA-JOURNAL OF THE AMERICAN MEDICAL ASSOCIATION 165(16):2070-2073

### Cardiologie
- BOINEAU John Pope, 1988, (en), Electrocardiology: A 30-year Perspective. Ah Serendipity, My Fulsome Friend, Journal of Electrocardiology 21. Suppl, p. 1-9
- FREDRICK DS, 1967, (en), Serendipity-code word for planning, American Journal of Cardiology, 20(2):276-&
- HOLMES David R., 2005, (en), Creativity, ingenuity, serendipity, The Canadian journal of cardiology, vol. 21, no12, p. 1061-1065

### Virologie
- REEVES William C., 2001, (en), Partners: serendipity in arbovirus research, Journal of Vector Ecology

## BibliographieAstronomie
- BOGUN S; Lemke D; Klaas U; Herbstmeier U; Assendorp R; Richter G; Laureijs R; Kessler MF; Burgdorf M; Schulz B; Pelz G; Beichman CA; 1996, (en), First data from the ISOPHOT FIR serendipity survey, ASTRONOMY AND ASTROPHYSICS 315(2):L71-L74
- DEAN C., 1977, (en), Are serendipitous discoveries a part of normal science? The case of the pulsars. Sociological Review, 25, 73-86

## BibliographieLinguistique
- ECO Umberto, 1999, (en), Serendipities. Language and Lunacy, Mariner Books

## BibliographieDocumentologie
- BOYD Brian, 2000, (en), Serendipity of the new, Journal of Rare Books Manuscripts and Cultural Heritage, 1(1), 36-37
- ERDELEZ S., 1996, (en), Information encountering: a conceptual framework for accidental information discovery, In P.Vakkari, R. Savolainen and B. Dervin (Eds), Information seeking in context: proceedings of an international conference on research in information needs, seeking, and use in different contexts, Tampere, Finland, Los Angeles, Taylor Graham, p. 412-421.
- ERDELEZ S., 1996, (en), Information encountering on the internet, In M.Williams (Ed.) Proceedings of the 17th National Online Meeting, Information Today, Medford (NJ), p. 101-107.
- ERDELEZ S., 1996, (en), Information encountering: it’s more than just bumping into information, Bulletin of the American Society for Information Science, Vol. 25 No. 3, p. 25-29
- ERTZSCHEID Olivier et GALLEZOT Gabriel, 2003; (fr), Chercher faux et trouver juste, sérendipité et recherche d'informations, Bucarest, CIFSIC, – Atelier D2 - «Communication et complexité », Animation : C. LeBoeuf / N. Pelissier
- ERTZSCHEID Olivier, 2003, (fr), "Syndrome d'Elpenor et sérendipité : deux nouveaux paramètres pour l'analyse de la navigation hypermédia." in Actes du colloque H2PTM'03. Éditions Hermès, septembre
- FERGUSON A., 1999, (en), The lost land of serendip. Forbes Vol 164(8): 193-4
- FOSTER Allen E. et FORD Nigel, 2003, (en), Serendipity and information seeking: An empirical study. Journal of Documentation 2003; 59: 321-340
- GALLAIS Mickaël. La sérendipité : présentation, typologie, applications et rôle en sciences de l'information et en documentation. Dossier documentaire. Bordeaux : Institut Universitaire de Technologie, Université Michel de Montaigne Bordeaux 3, 2007, 149 p.
- GUP Ted, 1997, (en), Technology and the end of serendipity, The Chronicle of Higher Education, Vol. 44, November 21, p. A52.
- GUP Ted, 1998, (en), Technology and the end of serendipity, The Education Digest, Vol. 6, p. 48-50.
- PIETSCH Tony, 2006, Serendipity: Or How the Drug Development Process Can Reverse Direction, LSIT, Global Institute, octobre 2006.

## Bibliographieethnographie
- FINE Gary et DEEGAN James, 1996, (en), Three principles of Serendip: The role of chance in ethnographic research, Qualitative Studies in Education; vol 9, no 4, p. 434-447.

## BibliographieVocations
- BANDURA Albert, 1982, (en), The psychology of chance encounters and life paths. American Psychologist, 37, 747-755.
- BANDURA Albert, 1998, (en), Exploration of fortuitous determinants of life paths. Psychological Inquiry, 9, 92-115 et Psychological Science; 9: 95-99
- BETSWORTH D.G. & HANSEN J-I C., 1996, (en), The categorization of serendipitous career developments events. Journal of Career Assessment, 4, 91-98
- CABRAI A. C. et SALOMONE P. R., 1990, (en), Chance and careers: Normative versus contextual development. The Career Development Quarterly, 39, 5-17
- DIAZ de CHUMACEIRO Cora L. et YABER O.G.E., 1995, (en), Serendipity analogues: approval of modifications of the traditional case study for a psychotherapy research with music. The Arts in Psychotherapy, 22: 155-159
- DIAZ de CHUMACEIRO Cora L., 1998, (en), Serendipity in Freud's Career: Before Paris, Creativity Research Journal, 1998, Vol. 11, No. 1, Pages 79-81
- DIAZ de CHUMACEIRO Cora L., 1999, (en), Research on career paths: Serendipity and its analog. Creativity Research Journal, 12, 227-229.
- DIAZ de CHUMACEIRO Cora L., 1999, (en), Serendipity. In M. A. Runco & S. R. Pritzker(Eds.), Encyclopedia of Creativity (Vol. 2, p. 543-549), San Diego, CA: Academic Press
- DIAZ de CHUMACEIRO Cora L., 2003, (en), Serendipity in the theatre: Maude Adams as James M. Barrie’s American Muse. Journal of Creative Behavior, 37, 193-214
- DIAZ de CHUMACEIRO Cora L., 2004, (en), Serendipity and Pseudoserendipity in Career Paths of Successful Women: Orchestra Conductors. Creativity Research Journal 16:2&3, 345-356
- DIAZ de CHUMACEIRO Cora L., 2005, (en), Maude Adams (1872-1953): Serendipity in early career on stage. Journal of Poetry Therapy
- DIAZ de CHUMACEIRO Cora L., 2005, (en), Maude Adams's Portrait as Muse for Richard Matheson, Creativity Research Journal, Vol. 17, No. 2&3: pages 297-298
- DIAZ de CHUMACEIRO Cora L., C. L., Primo Tenori: Serendipity and Pseudo-Serendipity in Early Career Paths
- ENG Charis, 2005, (en), Serendipity, fate, science and leadership, Cancer Biology & Therapy, 4:12, 1422-1425, December
- GOVIER Ernest, 2003, (en), Brainsex and occupation: The role of serendipity in the genesis of an idea. Journal of Managerial Psychology; 18: 440-452
- GUINDON Mary H, HANNA FJ., 2002, (en), Coincidence, happenstance, serendipity, fate, or the hand of God: Case studies in synchronicity. Career Development Quarterly 2002; 50: 195-208
- MITCHELL K. E., LEVIN A. S., & KRUMBOLTZ J. D. (1999). Planned happenstance: Constructing unexpected career opportunities. Journal of Counseling and Development, 77, 115-124
- WRIGHT C. A., & WRIGHT S. D. (1987), The role of mentors in the career devlepment of young professionals, Family Relations: Journal of Applied Family and Child Studies, 36, 204-208.

## Bibliographieculinaire
- BAUCH Helen, 2003, (en), Flavor factory, Flavor and the Menu, fall, p. 111-116

## Bibliographies connexes
- BECKER H. S., 1994, (en), 'Foi por acaso': Conceptualizing coincidence. Sociological Quarterly, 35, 183-94
- COOPER J.W. et PRAGER J.M., 2000, (en), Anti-serendipity: finding useless documents and similar documents, Proceedings of the 33rd Annual Hawaii International Conference on System Sciences, Maui, Hawaii, edited by R. H. Spragu. IEEE Computer Society.
- WIENER Norbert, Invention, the Care and Feeding of Ideas, Cambridge Ma, MIT Press, 1993 (1954).

## Bibliographiehistoire

### BibliographieAnthropologie
- ANCIAUX Alain, 1997, (en),The serendipitous effects in non-profit organizations in Honduras, Society for Applied Anthropology, Annual meeting Seattle
- ANCIAUX Alain, 1991, (en), "The serendipitous effects of fundraising special events. An applied anthropology pilot study".The Johns Hopkins International Fellowship in philanthropy program.166 p.

### BibliographiePaléontologie
- DOTT R. H. Jr, 2000, (en), Serendipity and Stan Tyler’s Precambrian Gunflint Fossils, Outcrop
- DOUGLAS Kirsty, 2001, (en), 'The Diprotodon's Toe: Serendipity, Parochialism and the Mobilisation of the Deep Past in Colonial South Australia', Melbourne Historical Journal, vol. 29, 2001, p. 57-63
- OLSON Everett C, 1990, (en), « Other Side of the Medal : A Paleobiologist Reflects on the Art and Serendipity of Science »(Archive.org • Wikiwix • Archive.is • Google • Que faire ?) (consulté le 1er mai 2013),  (ISBN 0939923130), 9780939923137, McDonald & Woodward Publishing
- TOKARYK Tim T., 1996, (en), Paleontology news: Serendipity, Surprises and Monsters of the deep; The Saskatchewan Archaeological Society Newsletter; 17(5) p. 76-80
- WILFORD John Noble, 2006, (en), Subway Sleuth Clears Dinosaur of Cannibalism, New York Times, 26 septembre

## Bibliographiesociologie
- EAGLE Nathan & PENTLAND Alex, 2004, (en), Social Serendipity: Proximity Sensing and Cueing, Cambridge, MA: MIT Technical report
- EAGLE Nathan & PENTLAND Alex, 2005, (en), Social Serendipity: mobilizing social software, MIT, Pervasive computing, p. 28-34

## BibliographieInformatique
- GREEN david Geoffrey, 2004, (en), The Serendipity Machine A Voyage of Discovery through the Unexpected World of Computers. Allen and Unwin, Sydney.

## Bibliographiebotanique
- PRIMACK Richard, 1996, (en), Science and Serendipity : The Pink Lady’s Slipper Project, Arnoldia, spring

## Bibliographie en attente de tri (104 ouvrages)
- HANNAN Patrick J., 2006, (en), Serendipity, Luck and Wisdom in Research. iUniverse,  (ISBN 0-595-36551-5)
- HARIHARASUBRAMANIAN N, 2000, (en), Serendipity in medicine The Antiseptic, pp99:138
- HEWETT P. C. , IRWIN M. J. , SKILLMAN E. D., FOLTZ C. B., WILLIS J. P., WARREN S. J., WALTON N. A., 2003, (en), Serendipity and the Sloan Digital Sky Survey: Discovery of the Largest Known Planetary Nebula on the Sky 2003, Astrophys J, 599, L37
- HILL G.; HUTCHINGS G.; JAMES R.; LOADES S.; HALE J. et HATZOPULOUS M., 1997, (en), Exploiting serendipity amongst users to provide support for hypertext navigation. In: Bernstein, M.; Carr, L.; Osterbye, K, (Eds), Eighth ACM Conference on Hypertext, Hypertext '97, ACM, New York, p. 212-13
- HITCH Charles J., 1982, (en), Dendrochronology and Serendipity, AMERICAN SCIENTIST, May-June 1982, Vol. 70, No. 3, p. 302-303
- Hotson Leslie, 1942, literary serendipity, ELH, ix, p. 79-94
- INGRAMA Vernon M., 2004, (en), Sickle-Cell Anemia Hemoglobin: The Molecular Biology of the First "Molecular Disease"—The Crucial Importance of Serendipity, Genetics, Vol. 167, 1-7, May
- ISAACK T.S., 1978, (en), Intuition: an ignored dimension of management. Academy of Management Review 3(4): 917-922
- JOHNS HD, 2005, (en), Serendipity: Discoveries Made While Doing Psychotherapy, Lightning Source Inc
- JONES Charlotte, (en), Accidents May Happen (50 Inventions Discovered By Mistake)
- JONES Charlotte, auteur et OBRIEN John, (Illustrateur), (en), Mistakes that Worked
- JONES J.W. et ROSENFELD L.B., 1992, (en), From security to serendipity, or, how we may have to learn to stop worrying and love chaos”, Proceedings of ASIS Mid Year Meeting, p. 75-82
- JOHNSON R.J. et KAPLAN H.B., 1987, (en), Corrigendum: Methodology, technology and serendipity. Social Psychology Quarterly, 50, 352-354
- JUNG C.G., (1973 [1960]), (en), Synchronicity: An Acausal Connecting Principle. Princeton, NJ: Princeton University Press
- KAAS JH., 2005, (en), Serendipity and the siamese cat: The discovery that genes for coat and eye pigment affect the brain. ILAR J 46:357-363.
- KAHN M.H., 1999, (en), Quest for serendipity. The (Bangladesh) Independent June 15
- KALLMANN HE, 1957, (en), SERENDIPITY, PROCEEDINGS OF THE INSTITUTE OF RADIO ENGINEERS 45(12):1744-1744
- KARP T, 2000, (en), A serendipitous encounter with Saint Kilian, EARLY MUSIC, 28(2):227-237
- KLAWITER-POMMER J.H.T. et HOFFMANN W.D., 1976, (en), Survey, for performance comparison of several literature databases of the important parameters; unique relevant references, recall, precision, miss-ratio, noise-ratio, fall-out-ratio, novelty, extension-ratio, serendipity, insufficiency, Nachrichten fur Dokumentation, Vol 27 No. 3, p. 103-8.
- KLEIN Daniel B., 1997, (en), “Discovery and Economic Freedom”, The Freeman, September, 532-537.
- KLEIN Daniel B., 1997, (en), "Discovery Factors of Economic Freedom: Respondence, Epiphany, and Serendipity", in Uncertainty and Economic Evolution: Essays in Honour of Armen A. Alchian, ed. John R. Lott, Jr. (London: Routledge, 1997).
- KLEIN Daniel B., 1999, (en), "Discovery and the Deepself", Review of Austrian Economics, 11, 47-76.
- KOCH J., 2001, (en), Hardwiring Serendip, College and Research Libraries News, 62(7), 731-732
- Kohn, A., 1989, (en), Fortune or Failure: Missed Opportunities and Chance Discoveries. Oxford: Basil Blackwell.
- Kjolberg, J. (2003), (en), Serendipity in technology and education, In Technology as a challenge for school curricula. W. Rogala, and S. Selander (Eds.). Stockholm Library of Curriculum Studies 11, Stockholm, Sweden: Stockholm Institute of Education Press, LHS F�rlag. Last retrieved April 27, 2006, from http://www.tii.se/share/downloads/kjolberg_Serendipity.pdf.
- KORN Edward D., 2004, (en), The Discovery of Unconventional Myosins: Serendipity or Luck?, J. Biol. Chem., Vol. 279, Issue 10, 8517-8525, March 5, 2004
- KRASSE Bo (en) Serendipity or Luck: Stumbling on Gingival Crevicular Fluid
- KRUMBOLTZ J. D., 1979, (en), A social learning theory of career decision making. In A. M. Mitchell, G. B. Jones, & J. D. Krumboltz (Eds.), Social learning and career decision making (p. 19-49), Cranston, RI: Carroll Press.
- KRUMBOLTZ J. D., 1996, (en), A learning theory of career counseling. In M. L. Savickas & W. B. Walsh (Eds.), Handbook of career counseling theory and practice (p. 55-80). Palo Alto, CA: Davies-Black Publishing.
- KRUMBOLTZ J. D., 1998, (en), Serendipity is not serendipitous. Journal of Counseling Psychology, 45, 390-392.
- LANDES D., 1994, (en), What room for accident in history?: Explaining big changes by small events. Economic History Review; 47: 637-656.
- LAYLAND Michael, 1994, (en), "Cartographic serendipity: finding Soldan's atlas of Peru." The Map Collector 67 (1994 Sum): 14-18
- LENOX R.S., 1985, (en), Education for the serendipitous discovery. J. Chem. Educ., 62, p. 283-285.
- LEONG Tuck W, VETERE Frank, HOWARD Steve, 2005, (en), THE SERENDIPITY SHUFFLE, Proceedings of OZCHI 2005, Canberra, Australia. November 23 - 25, 2005.
- LÉVY Jacques, 2004, (fr), "Serendipity.", EspacesTemps.net, Mensuelles, 13.01.2004
- LEWIS WS, SMITH WH, LAM GL, 1960, (en), Horace Walpole’s Correspondence with Sir Horace Mann, Ed New Haven, Yale
- LIESTMAN Daniel, 1992, (en), Chance in the midst of design: approaches to library research serendipity, RQ, v. 31, p. 524 (9), verano 1992.
- LONSDALE K; ZEISBERG M, (en), 1963, Origin of Serendipity, Science, 142(359):621-&
- LOTT Peter F., 1983, (en), Serendipity in Analytical Chemistry, Analytical Chemistry, Vol 55, no 2, février
- MACH Ernst, 1895, (en), "The Part Played by Accident in Invention and Discovery." Réimprimé dans "Popular Scientific Lectures" par Ernst Mach. La Salle, IL: The Open Court Publ. Co., 1943, p. 259-281
- MARION Sibylle, SIMON Pierre et JOUVENT Roland, 1997, (fr), Le hasard en psychopharmacologie ou la serendipity comme garde-fou, Topique : revue freudienne, no 63 numéro spécial sur le Hasard
- MARSONI Piero et PASERO Giampiero, 2006, (it), « Il contributo italiano alla storia dei salicilati: The Italian contributions to the history of salicylates »(Archive.org • Wikiwix • Archive.is • Google • Que faire ?) (consulté le 1er mai 2013), Reumatismo, 58(1):66-75
- McEWEN Bruce S, 2000, (en), The neurobiology of stress: from serendipity to clinical relevance, Brain Reseaerch, 886(1-2):172-189
- MCKEEN WILLIAM, 2006, The endangered joy of serendipity : The modern world makes it harder to discover what you didn't know you were looking for, SPECIAL TO THE TIMES, March 26
- McINTYRE A. R., 1961, (en), Serendipity, the Sulfonamides and the Use of Tolbutamide in Non-Diabetic Conditions, Journal of new drugs, p. 1-5
- MECHANIC David, 2002, (en), “Lessons from the Unexpected: The Importance of Data Infrastructure, Conceptual Models, and Serendipity in Health Services Research”, Human Resources Abstracts 2, p. 165–319
- MEYER K, SKAK A., 2002, (en), Networks, serendipity and SME entry into Eastern Europe. European Management Journal; 20(2): 179-188.
- MEYERS Morton A., 1995, (en), « Science, Creativity, and Serendipity »(Archive.org • Wikiwix • Archive.is • Google • Que faire ?) (consulté le 1er mai 2013), AJR, vol 165, p. 755-764
- MEYERS Morton A., 2007, (en), Happy Accidents: Serendipity in Modern Medical Breakthroughs, Arcade
- MILLER M. J., 1983, (en), The role of happenstance in career choice. The Vocational Guidance Quarterly, 32, 16-20.
- MITCHELL K. E., LEVIN A. S., & KRUMBOLTZ J., 1999, (en), Planned happenstance: Constructing unexpected career opportunities. Journal of Counseling & Development, 17, 115-124.
- MORTON WR et SWINDLER K., 2005, (en), Serendipitous insights involving nonhuman primates. ILAR J 46:346-351
- MYERLY Richard C. et alii, 1980, (en), Real world of industrial chemistry: serendipity and discovery, J. Chem. Educ., Vol 57 No. 6, p. 437-438
- NEEMAN Y, 1993, (en), Serendipity, Science and Society - An evolutionary View, Proceedings of the Koninklijke Nederlandse Akademie van Wetenschappen - Biological Chemical Geological Physical and Medical Sciences, vol 96 no 4 p. 433-448
- OSBORN Alex, 1959, (fr), L'Imagination créative, Dunod, 1959. chap. XXIII : « Le facteur-chance dans la recherche créative » (La sérendipité)
- PAYRE F; YANICOSTAS C; VINCENT A, 1989, (en), SERENDIPITY-DELTA, A DROSOPHILA ZINC FINGER PROTEIN PRESENT IN EMBRYONIC NUCLEI AT THE ONSET OF ZYGOTIC GENE-TRANSCRIPTION, DEVELOPMENTAL BIOLOGY 136(2):469-480
- PIÉRON Henri, 1954, (fr), Vocabulaire de la psychologie, Presses Universitaires de France, 2e édition, 1954, « Sérendipité ».
- PINA E CUNHA Miguel, (en), « SERENDIPITY: WHY SOME ORGANIZATIONS ARE LUCKIER THAN OTHERS »(Archive.org • Wikiwix • Archive.is • Google • Que faire ?) (consulté le 1er mai 2013)
- RANDALL RV; KEATING FR, 1958, (en), SERENDIPITY IN THE DIAGNOSIS OF PRIMARY HYPERPARATHYROIDISM, AMERICAN JOURNAL OF THE MEDICAL SCIENCES 236(5):575-589 et dans TRANSACTIONS OF THE ASSOCIATION OF AMERICAN PHYSICIANS, 1958, 71():77-84
- RAPPLEYE W.C., 1997, (en), Science and serendipity. Financial World, 20 May, Vol 166(5): 99
- REMER Theodore G., ed, 1965, (en) Serendipity and the Three Princes: From the Peregrinaggio of 1557, Norman : University of Oklahoma Press
- RICE James, 1988, (en), Serendipity and holism: the beauty of opacs, Library Journal, 15 febrero 1988, p. 113-139
- RENNELLA Mark, 2004, (en), Planned Serendipity: American Travelers and the Transatlantic Voyage in the Nineteenth and Twentieth Centuries, Journal of Social History, Volume 38, Number 2, Winter, p. 365-383
- ROBERTS Royston M, 1989, (en), Serendipity: Accidental Discoveries in Science. John Wiley & Sons, Inc. New York
- ROBERTSON Rutherford, 1986, (en), Purple Pigment, Bacteria, Sheep's Eyes and Serendipity, Proceedings of the American Philosophical Society, Vol. 130, No. 4 (Dec., 1986), p. 374-381
- ROSENAU M. J., 1935, (en), SERENDIPITY, JOURNAL OF BACTERIOLOGY, VOL. 29 NO. 2
- ROSENMAN M.F., 1988, (en), Serendipity and scientific discovery. Journal of Creative Behavior; 22: 132-138.
- ROTHSTEIN A., 1986, (en), Nonlogical factors in research: chance and serendipity. Biochem Cell Biol no 64, p. 1055-1065
- ROY Rumstom, 1988, (en), Serendipity in Chemistry, Astronomy, Defense, and Other Useless Fields, Chemtech 18:402-406 (July)
- ROY Rumstom, 2002, (en), From Teflon to Velcro science, Materials Today, (July/August)
- SAITO Shiro, entretien avec Yoshio BANDO, 2004, (en), « Exploring new nanoscale materials — The world's smallest thermometer brought by serendipity and an inquisitive spirit »(Archive.org • Wikiwix • Archive.is • Google • Que faire ?) (consulté le 1er mai 2013), Japan Nanonet Bulletin, no 18, 13 mai 2004

- SALMON P, 1958, (en), SERENDIPITY, JAMA-JOURNAL OF THE AMERICAN MEDICAL ASSOCIATION 166(7):823-823
- SCOTT J. & HATALA J., 1990, (en), The influence of chance and contingency factors on career patterns of college-educated women. The Career Development Quarterly, 39, 18-30.
- SENOFF C.V., 1990, (en), “The discovery of [Ru(NH3)5N2]2+. A case of serendipity and the scientific method”, J. Chem. Educ., Vol. 67 No. 5, p. 368-70
- SHAPIRO Gilbert, 1986, (en), A Skeleton in the Darkroom. Stories of Serendipity in Science, HarperCollins
- SIMMONS GE, 1956, (en), SERENDIPITY OF SUMMER INTERNSHIPS, JOURNALISM QUARTERLY 33(4):517-520
- SIMONTON D.K., 2004, (en), Creativity in Science: Chance, Logic, Genius and Zeitgeist, Cambridge: Cambridge University Press
- SMITH JF., 1964, (en), Systematic Serendipity, Chemical & Engineering News 42(35):55-56
- SMITH Warren S., 1979, (en), Bishop of everywhere: Bernard Shaw and the Life Force. Univ. Park: Penn State UP, 1982, 108-18 (incorporates ‘Serendipity or Life Force? The Darwinians, Teilhard de Chardin and Back to Methuselah.’ Teilhard Review 14 i 1979 2-22)
- SMYTH JF, 2001, Science and serendipity in cancer research, EUROPEAN JOURNAL OF CANCER 37(1):8-8
- SNYDER S. H., 1990, (en), Pharmacology: Planning for serendipity. Nature, 346 (6284), 508
- de SOUSA Ronald, 1999, (en), Desire and serendipity, Midwestern Studies in Philosophy, vol XXII, p. 120-134
- STABLEFORD Brian M., 1992, (en), Sortilege and Serendipity, (nv) Euro Temps, ed. Alex Stewart, Roc UK
- STEIMAN L., 2001, (en), “Gene Microarrays and Experimental Demyelinating Disease: A Tool to Enhance Serendipity”, Brain 10, p. 1897–99
- Steinberg, L. (2001). The importance of serendipity. Marriage and Family Review, 31, 31-47.
- STOSKOPF MK., 2005, (en), Observation and cogitation: How serendipity provides the building blocks of scientific discovery. ILAR J 46:332-337
- TATON R, 1962, (en), Reason and Chance in Scientifìc Discovery, Science Editions, New York
- TAYLOR R, 2000, (en), Surprises, serendipity, and symmetry in fullerene chemistry, SYNLETT (6):776-793
- TOMS Elaine G., 2000, (en), Serendipitous Information Retrieval, Proceedings of the Workshop Information Seeking, Searching and Querying in Digital Libraries, Zurich.
- TOMS Elaine G., 1998, Information Exploration of the Third Kind: The Concept of Chance Encounters, A position paper for the CHI 98 Workshop on Innovation and Evaluation in Information Exploration Interfaces. ().
- VAN ANDEL Pek, 1992, (en), Serendipity: Expect Also the Unexpected, Creativity and Innovation Management, 3: 20-32.
- VAN ANDEL Pek, 1994, (en), Anatomy of the unsought finding: Serendipity: origin, history, domains, traditions, appearances, patterns, and programmability, British Journal of the Philosophy of Science, 45: 631-648
- VAN ANDEL Pek et BOURCIER Danièle, 2001, (en), Serendipity and abduction in proofs, presumptions, and emerging laws, Cardozo Law Review, 22: 1605-1620.
- VAN ANDEL Pek, 2001, One day of serendipity and 10 years of work: the birth of the stethoscope, JOURNAL OF PSYCHOSOMATIC OBSTETRICS AND GYNECOLOGY 22(3):127-128
- Verstraete Larry, 1989, The Serendipity Effect. Toronto, ON: Scholastic Canada
- VINCENT A; COLOT HV; ROSBASH M, 1985, (en), SEQUENCE AND STRUCTURE OF THE SERENDIPITY LOCUS OF DROSOPHILA-MELANOGASTER - A DENSELY TRANSCRIBED REGION INCLUDING A BLASTODERM-SPECIFIC GENE, JOURNAL OF MOLECULAR BIOLOGY, 186(1):149-166
- Walkley, Maxwell John, « Serendipity, sabbaticals and scholarship: the discovery of Jean Gerson's Exemplaire des petis enfans », L'Offrande du Cœur. Medieval and Early Modern Studies in Honour of Glynnis Cropp, éd. Margaret Burrell et Judith Grant, Christchurch, Canterbury University Press, 2004, p. 133-143
- WEINSTEIN A, 1958, (en), Serendipity, Jama-Journal of the American Medical Association, 166(6):671-671
- WEISS Thomas G. et CRAHAN Margaret E., 2004, (en), The Serendipity of War, Human Rights, and Sovereignty : the Case of the United States, in : Wars on Terrorism and Iraq : Human Rights, Unilateralism, and U. S. Foreign Policy, New York, NY [etc.] : Routledge, p. 3-26
- WIENER Norbert, 1993, (en) Invention, the care and feeding of ideas, MIT Press, 1993
- WILLIAMS E.N., SOEPRAPTO E., LIKE K., TOURADJI P., HESS S., et HILL C.E., 1998, (en), Perceptions of serendipity: Career paths of prominent academic women in counseling psychology. Journal of Counseling Psychology, 45, 379-389.
- WILLIAMSON K, 1989, (en), Discovered by chance: the role of incidental information acquisition in an ecological model of information use, Library and Information Science Research, 20(1), 23-40.
- WULFFSON Don L., (en), The Kid Who Invented the Popsicle: And Other Surprising Stories about Inventions
- ZEFIROV NS; KOZMIN AS; KIRIN VN; ZHDANKIN VV; CAPLE R, 1981, (en), Electrophilic addition of arylsulfenyl chlorides to tricyclo[4.2.2.02,5]Deca-3,7-Diene and tricyclo[4.2.2.02,5]Deca-3,7,9-Triene systems - Novel skeletal rearrangements and serendipitous products, Journal of Organic Chemistry, 46(26):5264-5275